# Antiga Linzi

Linzi durant el període dels Regnes Combatents

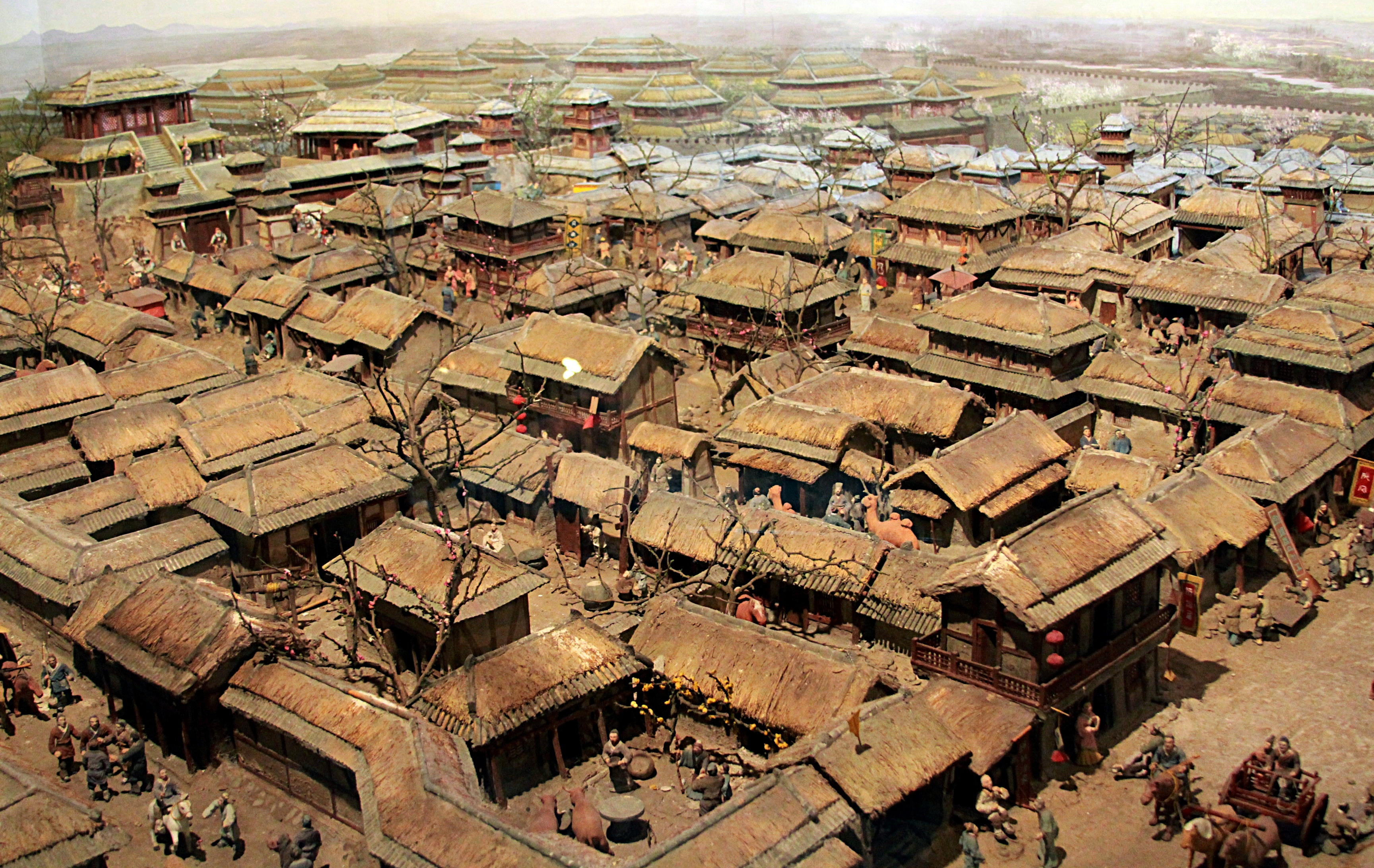
Model de l'antiga Linzi

Linzi (xinés: 臨淄; pinyin: Línzī), originàriament anomenada Yingqiu (xinés: 營丘), fou la capital de l'antic estat Qi (Shandong) durant la Dinastia Zhou. Les ruïnes de la ciutat són en l'actual districte de Linzi, Shandong, a la Xina. La ciutat era una de les més grans i riques de la Xina durant el Període de Primaveres i Tardors. Amb l'ocupació de Linzi en el 221 abans de la nostra era, el rei Qin Shi Huangdi de Qin va conquerir els estats rivals xinesos i es va declarar primer emperador de l'antiga Xina. Les ruïnes de l'antiga ciutat foren excavades el 1926 per arqueòlegs japonesos i el 1964 per arqueòlegs xinesos.

## Disseny
Linzi cobria una àrea d'uns 668 quilòmetres quadrats; la ciutat s'alçava entre dos rius paral·lels que corren de nord a sud, el riu Zi a l'est i l'antic curs del riu Xi a l'oest.

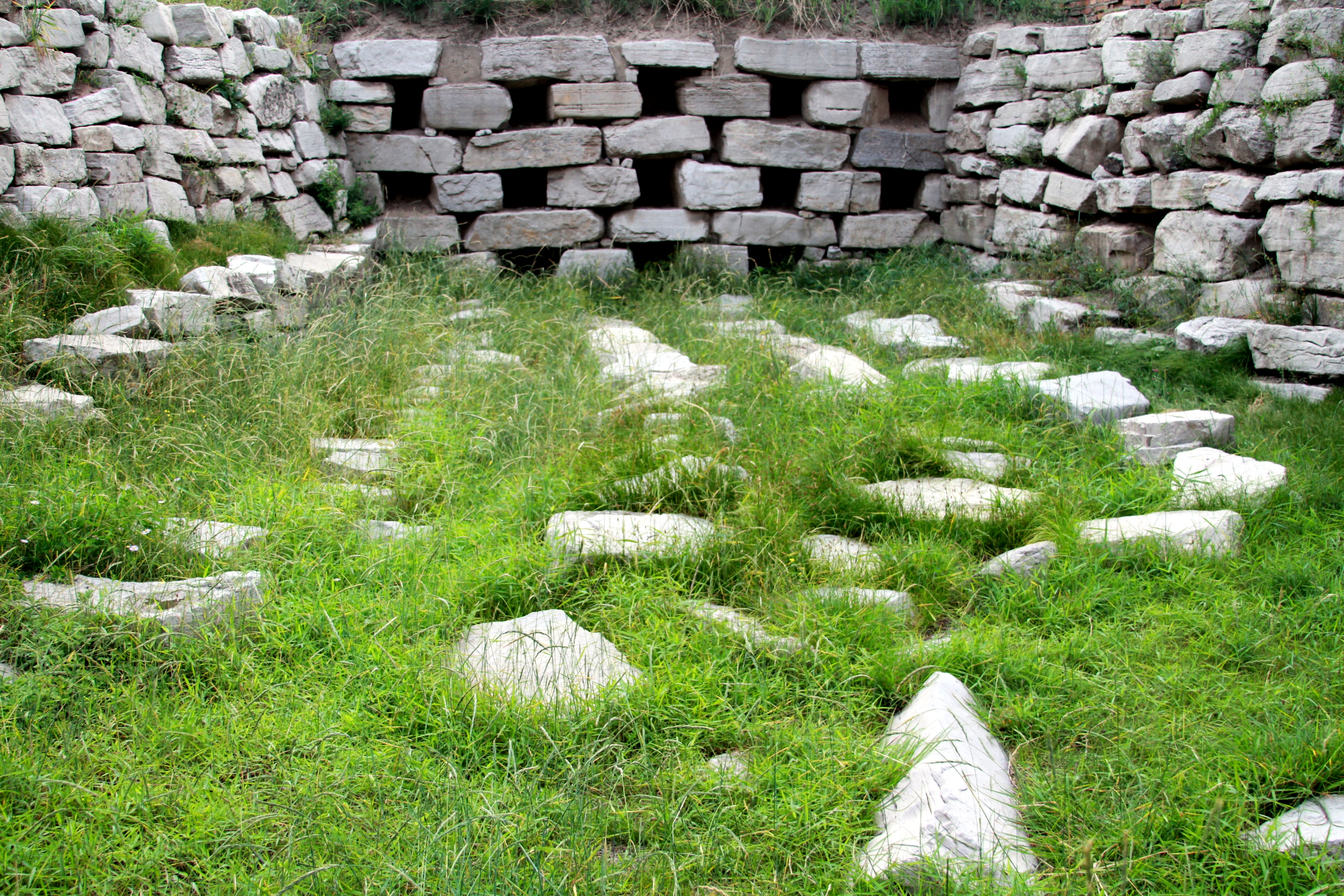
Restes d'albellons de la ciutat passant per sota de l'antiga muralla de la ciutat

La ciutat estava envoltada per un mur perimetral de 14 quilòmetres de tàpia. La ciutat tenia una part exterior i una d'interior. La muralla exterior de la ciutat arribà a 43 metres d'ample. La muralla interior de la ciutat tenia un màxim de 60 metres d'ample. La ciutat tenia albellons i subministrament d'aigua.
El palau era al centre de la ciutat, a la cantonada sud-oest de Linzi. Es trobà una gran plataforma de tàpia al centre de la ciutat, coneguda com la plataforma Duke Huan.
"Set àmplies avingudes, d'uns 20 m d'ample i més de 4 km de llarg, anaven de nord a sud i d'est a oest, en quadrícula. El nord-est contenia el patrimoni cultural més ric de Zhou fins a l'Han."
En els Registres del Gran Historiador, es deia que la població de Linzi en els segles IV i III abans de la nostra era tenia 70.000 llars, amb uns 210.000 adults. Els estudiosos ara pensen que això és una exageració.

## Acadèmia Jixia
Els reis de Qi patrocinaren l'Acadèmia Jixia (315-285 ae) de Linzi, el centre d'aprenentatge més antic i més gran de la Xina de llavors. L'Acadèmia, possiblement anomenada així per la porta de la ciutat (Ji) propera, la componien erudits triats que rebien un bon sou del govern a canvi d'assessorar el rei sobre govern, ritus i filosofia. Entre els erudits de l'Acadèmia Jixia hi hagué Menci, Xunzi (que fou mestre de Han Fei i Li Si, entre altres) i Shen Dao.

## Tombes

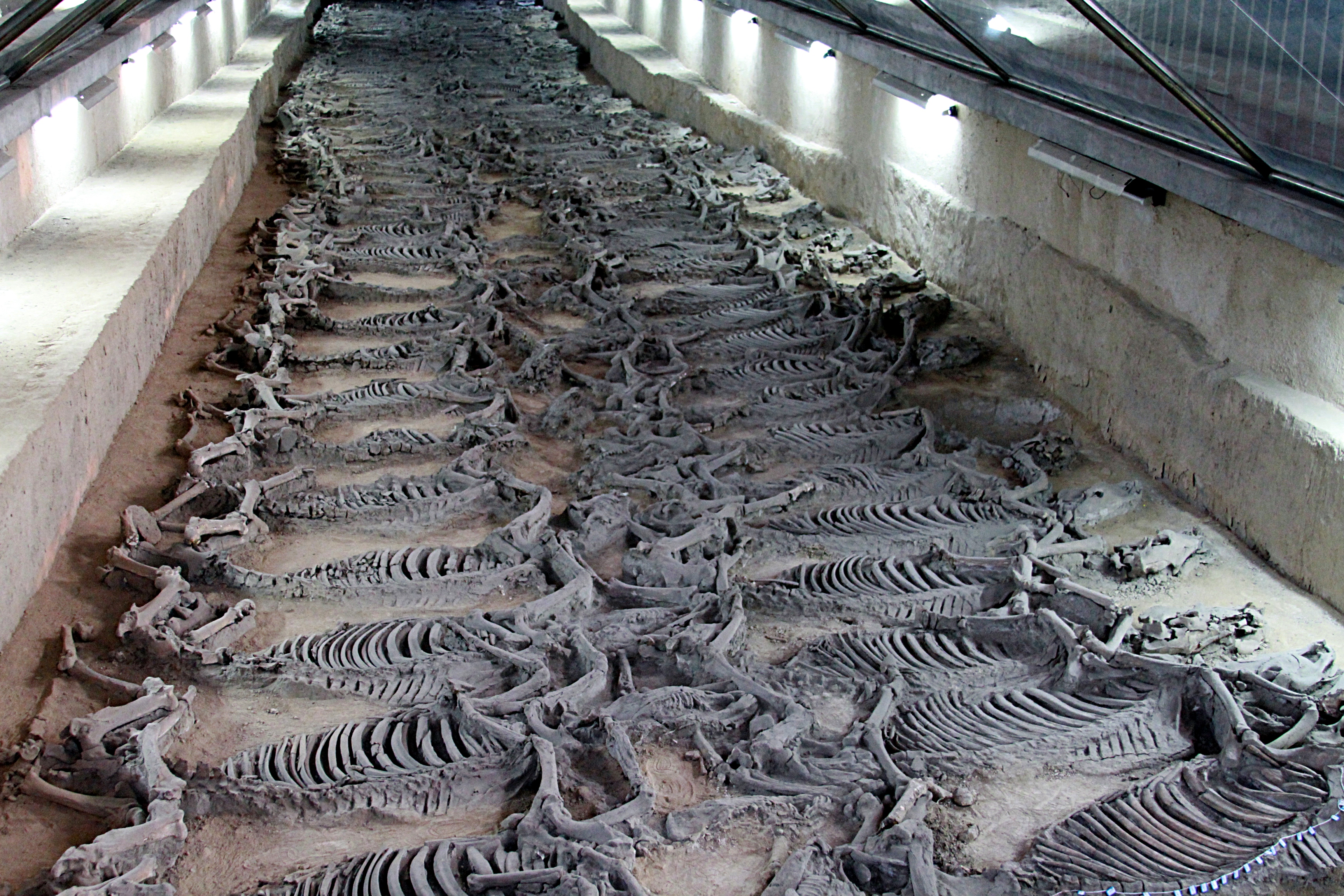
Fossat de sacrifici de cavalls

Les ruïnes de la ciutat estan envoltades per més de 100 túmuls, alguns de fins a 10 quilòmetres. Moltes n'han estat saquejades en l'antiguitat. En fosses properes al que es considera la tomba del duc Jing de Qi, s'han trobat més de 600 cavalls sacrificats disposats en dues fileres.

### Prova d'ADN errònia
Una primera prova de l'ADN mitocondrial dels cadàvers de les tombes de Linzi, confirmà que el seu genoma mitocondrial era més semblant al dels europeus que al dels xinesos moderns. L'ADN mitocondrial fou tornat a examinar i es va trobar que la prova inicial era incorrecta, amb resultats que mostren que el genoma mitocondrial europeu no comparteix vincles amb les restes de les tombes, i l'estudi "ressalta que les dades de mtDNA antic obtingut amb diferents esquemes de mostreig i subjectes a possible contaminació pot crear la impressió de canvis espaciotemporals dràstics en l'estructura genètica d'una població durant els darrers milers d'anys si s'empren mètodes inapropiats d'anàlisi de dades".